# Братишка (фильм)
«Братишка» — советский немой фильм 1927 года группы ФЭКС режиссёров Григория Козинцева и Леонида Трауберга. Фильм считается утерянным.

## Сюжет
Водитель старого грузовика убеждён, что его автомобиль «Братишка» ещё в состоянии долго ездить. Однако руководитель предприятия, желая спасти компанию от лишних проблем, недорого продаёт грузовик. Бывший водитель «Братишки» решает уволиться с работы и перейти к новому владельцу машины.

## Актёрский состав
- Пётр Соболевский — водитель
- Сергей Герасимов
- Янина Жеймо — девушка
- Эмиль Галь — рабочий в порту
- Татьяна Гурецкая — кондуктор
- Сергей Мартинсон
- Андрей Костричкин

## Критика
Историк кино Николай Лебедев писал в «Очерке истории кино СССР»: «Режиссерам казалось, что „идеологически выдержанный“ фильм на материале советской действительности немыслим вне показа производства, техники, но они не знали, как органически включить их в сюжет произведения, и поэтому заранее оговаривали возможность неудачи… Фильм получился надуманным, вымученным, бесцветным и после нескольких дней демонстрации был снят с экрана».